# 22580 Kenkaplan
22580 Kenkaplan è un asteroide della fascia principale. Scoperto nel 1998, presenta un'orbita caratterizzata da un semiasse maggiore pari a 2,2587714 UA e da un'eccentricità di 0,1351160, inclinata di 3,36842° rispetto all'eclittica.